# Barilius huahinensis
Barilius huahinensis és una espècie de peix cipriniforme de la família dels ciprínids que es troba a Malàisia.